# Los Barrios de Luna
Los Barrios de Luna es un municipio y lugar español de la provincia de León, en la comunidad autónoma de Castilla y León. Cuenta con una población de 294 habitantes (INE 2024). En su término se encuentra el embalse de Barrios de Luna.

## Poblaciones
El municipio de Los Barrios de Luna está formado por las siguientes localidades:
- Los Barrios de Luna
- Irede de Luna
- Mallo de Luna
- Mora de Luna
- Portilla de Luna
- Sagüera de Luna
- Vega de Caballeros

## Demografía
Cuenta con una población de 294 habitantes (INE 2024).
| Gráfica de evolución demográfica de Los Barrios de Luna entre 1842 y 2021                                             |
| |
| Población de derecho según los censos de población del INE. Población de hecho según los censos de población del INE. |

## Transporte y comunicaciones

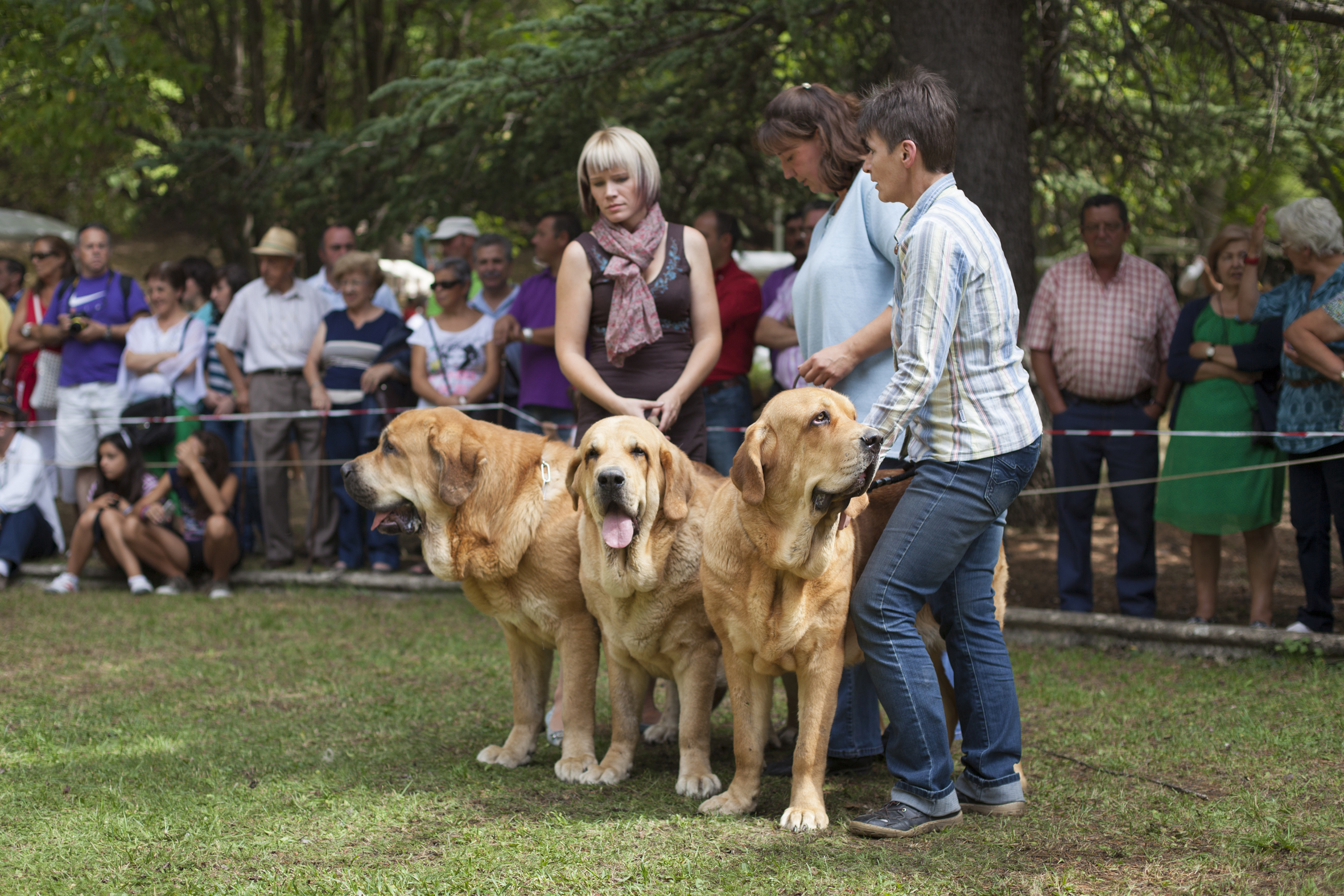
Fiesta del Pastor en 2012

### Carreteras
El municipio se encuentra en el corredor de la CL-626 que une el puerto de Cerredo en el límite de la provincia de León y Asturias con Aguilar de Campoo en la provincia de Palencia, siendo la carretera autonómica más larga de Castilla y León. Paralelamente al corredor de esta carretera se encuentra la autopista Ruta de la Plata, que une Gijón con Sevilla y supone la principal vía de entrada a Asturias desde León y la meseta, así como la única de altas prestaciones. Existen dos accesos a dicha autopista en las inmediaciones del municipio, aunque no en su término, estando separados ambos por 20 km.

## Patrimonio
En Los Barrios de Luna se celebra la Fiesta del Pastor, en la que destaca la exhibición de excelentes ejemplares del perro guardián de rebaños por excelencia, el mastín leonés. El año 2022 se la celebra la 45 edición de la misma.